# Oceanisch kampioenschap voetbal 2016
Het Oceanisch kampioenschap voetbal 2016 of OFC Nations Cup 2016 is de tiende editie van het Oceanisch kampioenschap voetbal georganiseerd door de Oceania Football Confederation (OFC). Het toernooi werd gehouden van 28 mei 2016 tot en met 12 juni 2016. 
Het toernooi is tevens de 'tweede ronde' in het kwalificatietoernooi voor het Wereldkampioenschap voetbal 2018 in Rusland. Nieuw-Zeeland won het toernooi voor de vijfde keer in de geschiedenis door in de finale het gastland Papoea-Nieuw-Guinea te verslaan. In de reguliere speeltijd werd het 0–0, Nieuw-Zeeland won de strafschoppenserie met 4–2. De winnaar van dit toernooi plaatst zich tevens voor de FIFA Confederations Cup 2017 in Rusland.

## Gekwalificeerde landen
| Team                | Kwalificatie     | Aantal deelnames | Beste resultaat                    |
| ------------------- | ---------------- | ---------------- | ---------------------------------- |
| Fiji                | Automatisch      | 8e               | 3e plaats (1998, 2012)             |
| Nieuw-Caledonië     | Automatisch      | 6e               | 2e plaats (2008, 2012)             |
| Nieuw-Zeeland       | Automatisch      | 10e              | Winnaar (1973, 1998, 2002, 2008)   |
| Papoea-Nieuw-Guinea | Automatisch      | 4e               | 1e ronde (1980, 2002, 2012)        |
| Salomonseilanden    | Automatisch      | 7e               | 2e plaats (2004)                   |
| Tahiti              | Automatisch      | 9e               | Winnaar (2012)                     |
| Vanuatu             | Automatisch      | 9e               | 4e plaats (1973, 2000, 2002, 2008) |
| Samoa               | Winnaar 1e ronde | 2e               | 1ste ronde (2012)                  |

### Potindeling
| Pot 1                                                             | Pot 2                                              |
| ----------------------------------------------------------------- | -------------------------------------------------- |
| 1. Nieuw-Caledonië 2. Nieuw-Zeeland 3. Salomonseilanden 4. Tahiti | 1. Vanuatu 2. Fiji 3. Papoea-Nieuw-Guinea 4. Samoa |

## Scheidsrechters
Er zijn 10 scheidsrechters en 12 assistent scheidsrechters geselecteerd voor dit toernooi.
Scheidsrechters
- Ravitesh Behari (Fiji)
- Mederic Lacour (Nieuw-Caledonië)
- Matthew Conger (Nieuw-Zeeland)
- Nicholas Waldron (Nieuw-Zeeland)
- Anio Amos (Papoea-Nieuw-Guinea)
- George Time (Salomonseilanden)
- Norbert Hauata (Frans-Polynesië)
- Kader Zitouni (Frans-Polynesië)
- Robinson Banga (Vanuatu)
- Joel Hopken (Vanuatu)

Assistent scheidsrechters
- John Pareanga (Cookeilanden)
- Ravinesh Kumar (Fiji)
- Avinesh Narayan (Fiji)
- Bertrand Brial (Nieuw-Caledonië)
- Mark Rule (Nieuw-Zeeland)
- Norman Sali (Papoea-Nieuw-Guinea)
- Noah Kusunan (Papoea-Nieuw-Guinea)
- Johnny Niabo (Salomonseilanden)
- Phillippe Revel (Frans-Polynesië)
- Folio Moeaki (Tonga)
- Tevita Makasini (Tonga)
- Hilmon Sese (Vanuatu)

## Stadion
| Port Moresby          | · Port Moresby |
| Sir John Guisestadion | · Port Moresby |
| Capaciteit: 15.000    | · Port Moresby |
|                       | · Port Moresby |

## Groepsfase
De groepsfase van dit toernooi is tevens onderdeel van het Oceanisch kwalificatietoernooi voor het Wereldkampioenschap voetbal 2018 in Rusland. 

### Groep A
| Pos. | Team                | Wed. | W | G | V | DV | DT | DS  | Ptn |
| ---- | ------------------- | ---- | - | - | - | -- | -- | --- | --- |
| 1    | Papoea-Nieuw-Guinea | 3    | 1 | 2 | 0 | 11 | 3  | +8  | 5   |
| 2    | Nieuw-Caledonië     | 3    | 1 | 2 | 0 | 9  | 2  | +7  | 5   |
| 3    | Tahiti              | 3    | 1 | 2 | 0 | 7  | 3  | +4  | 5   |
| 4    | Samoa               | 3    | 0 | 0 | 3 | 0  | 19 | –19 | 0   |

Wedstrijden Groep A
|                                               |                     |       |                 | |
| 29 mei 2016 «onderlinge duels» 16:00 (UTC+10) | Papoea-Nieuw-Guinea | 1 – 1 | Nieuw-Caledonië | Sir John Guise Stadion, Port Moresby (Papoea-Nieuw-Guinea) Toeschouwers: 4.231 Scheidsrechter: Matthew Conger |
| 29 mei 2016 «onderlinge duels» 16:00 (UTC+10) | T. Semmy 41'        |       | J-P. Saiko 84'  | Sir John Guise Stadion, Port Moresby (Papoea-Nieuw-Guinea) Toeschouwers: 4.231 Scheidsrechter: Matthew Conger |

|                                               |                                              |       |       | |
| 29 mei 2016 «onderlinge duels» 19:00 (UTC+10) | Tahiti                                       | 4 – 0 | Samoa | Sir John Guise Stadion, Port Moresby (Papoea-Nieuw-Guinea) Toeschouwers: 4.720 Scheidsrechter: Ravitesh Behari |
| 29 mei 2016 «onderlinge duels» 19:00 (UTC+10) | T.Tehau 2', 5' S. Chong Hue 15' A. Tehau 39' |       |       | Sir John Guise Stadion, Port Moresby (Papoea-Nieuw-Guinea) Toeschouwers: 4.720 Scheidsrechter: Ravitesh Behari |

|                                               | |       |       | |
| 1 juni 2016 «onderlinge duels» 16:00 (UTC+10) | Nieuw-Caledonië                                                                                           | 7 – 0 | Samoa | Sir John Guise Stadion, Port Moresby (Papoea-Nieuw-Guinea) Toeschouwers: 2.015 Scheidsrechter: Robinson Banga |
| 1 juni 2016 «onderlinge duels» 16:00 (UTC+10) | R.Kayara 18', 30' K. Nemia 28' C. Zeoula 38' (pen.) J.-B. Wadriako 53' J. Cexome 79' J. Dahite 89' (pen.) |       |       | Sir John Guise Stadion, Port Moresby (Papoea-Nieuw-Guinea) Toeschouwers: 2.015 Scheidsrechter: Robinson Banga |

|                                               |                      |       |                           | |
| 1 juni 2016 «onderlinge duels» 19:00 (UTC+10) | Papoea-Nieuw-Guinea  | 2 – 2 | Tahiti                    | Sir John Guise Stadion, Port Moresby (Papoea-Nieuw-Guinea) Toeschouwers: 1.643 Scheidsrechter: Nick Waldron |
| 1 juni 2016 «onderlinge duels» 19:00 (UTC+10) | R.Gunemba 45+1', 64' |       | A. Tehau 66' T. Tehau 76' | Sir John Guise Stadion, Port Moresby (Papoea-Nieuw-Guinea) Toeschouwers: 1.643 Scheidsrechter: Nick Waldron |

|                                               |       |                                                                     |                     | |
| 5 juni 2016 «onderlinge duels» 16:00 (UTC+10) | Samoa | 0 – 8                                                               | Papoea-Nieuw-Guinea | Sir John Guise Stadion, Port Moresby (Papoea-Nieuw-Guinea) Toeschouwers: 2.678 Scheidsrechter: Joel Hopken |
| 5 juni 2016 «onderlinge duels» 16:00 (UTC+10) |       | Foster 13', 51' Gunemba 33', 63', 83' Dabinyaba 58', 74' Upaiga 67' |                     | Sir John Guise Stadion, Port Moresby (Papoea-Nieuw-Guinea) Toeschouwers: 2.678 Scheidsrechter: Joel Hopken |

|                                               |                |       |                 | |
| 5 juni 2016 «onderlinge duels» 19:00 (UTC+10) | Tahiti         | 1 – 1 | Nieuw-Caledonië | Sir John Guise Stadion, Port Moresby (Papoea-Nieuw-Guinea) Toeschouwers: 3.158 Scheidsrechter: Nicholas Waldron |
| 5 juni 2016 «onderlinge duels» 19:00 (UTC+10) | T. Tehau 90+2' |       | Kaï 80'         | Sir John Guise Stadion, Port Moresby (Papoea-Nieuw-Guinea) Toeschouwers: 3.158 Scheidsrechter: Nicholas Waldron |

### Groep B
| Pos. | Team             | Wed. | W | G | V | DV | DT | DS | Ptn |
| ---- | ---------------- | ---- | - | - | - | -- | -- | -- | --- |
| 1    | Nieuw-Zeeland    | 3    | 3 | 0 | 0 | 9  | 1  | +8 | 9   |
| 2    | Salomonseilanden | 3    | 1 | 0 | 2 | 1  | 2  | –1 | 3   |
| 3    | Fiji             | 3    | 1 | 0 | 2 | 4  | 6  | –2 | 3   |
| 4    | Vanuatu          | 3    | 1 | 0 | 2 | 3  | 8  | –5 | 3   |

Wedstrijden Groep B
|                                               |                                                |       |                      | |
| 28 mei 2016 «onderlinge duels» 16:00 (UTC+10) | Nieuw-Zeeland                                  | 3 – 1 | Fiji                 | Sir John Guise Stadion, Port Moresby (Papoea-Nieuw-Guinea) Toeschouwers: 500 Scheidsrechter: Norbert Hauata |
| 28 mei 2016 «onderlinge duels» 16:00 (UTC+10) | T.Tzimopoulos 16' R.Fallon 42' Wood 62' (pen.) |       | R.Krishna 45' (pen.) | Sir John Guise Stadion, Port Moresby (Papoea-Nieuw-Guinea) Toeschouwers: 500 Scheidsrechter: Norbert Hauata |

|                                               |         |             |                  | |
| 28 mei 2016 «onderlinge duels» 19:00 (UTC+10) | Vanuatu | 0 – 1       | Salomonseilanden | Sir John Guise Stadion, Port Moresby (Papoea-Nieuw-Guinea) Toeschouwers: 1.611 Scheidsrechter: Médéric Lacour |
| 28 mei 2016 «onderlinge duels» 19:00 (UTC+10) |         | J.Donga 19' |                  | Sir John Guise Stadion, Port Moresby (Papoea-Nieuw-Guinea) Toeschouwers: 1.611 Scheidsrechter: Médéric Lacour |

|                                               |         |                                                             |               | |
| 31 mei 2016 «onderlinge duels» 16:00 (UTC+10) | Vanuatu | 0 – 5                                                       | Nieuw-Zeeland | Sir John Guise Stadion, Port Moresby (Papoea-Nieuw-Guinea) Toeschouwers: 520 Scheidsrechter: Anio Amos |
| 31 mei 2016 «onderlinge duels» 16:00 (UTC+10) |         | Wood 2', 5' M.McGlinchey 10' R.Fallon 15' K.Barbarouses 45' |               | Sir John Guise Stadion, Port Moresby (Papoea-Nieuw-Guinea) Toeschouwers: 520 Scheidsrechter: Anio Amos |

|                                               |                  |                      |      | |
| 31 mei 2016 «onderlinge duels» 19:00 (UTC+10) | Salomonseilanden | 0 – 1                | Fiji | Sir John Guise Stadion, Port Moresby (Papoea-Nieuw-Guinea) Toeschouwers: 798 Scheidsrechter: Kader Zitouni |
| 31 mei 2016 «onderlinge duels» 19:00 (UTC+10) |                  | R.Krishna 85' (pen.) |      | Sir John Guise Stadion, Port Moresby (Papoea-Nieuw-Guinea) Toeschouwers: 798 Scheidsrechter: Kader Zitouni |

|                                               |                         |       |                                             | |
| 4 juni 2016 «onderlinge duels» 16:00 (UTC+10) | Fiji                    | 2 – 3 | Vanuatu                                     | Sir John Guise Stadion, Port Moresby (Papoea-Nieuw-Guinea) Toeschouwers: 900 Scheidsrechter: Kader Zitouni |
| 4 juni 2016 «onderlinge duels» 16:00 (UTC+10) | Kautoga 51' Krishna 69' |       | Fred 19' Masauvakalo 41' Kaltack 75' (pen.) | Sir John Guise Stadion, Port Moresby (Papoea-Nieuw-Guinea) Toeschouwers: 900 Scheidsrechter: Kader Zitouni |

|                                               |                |       |                  | |
| 4 juni 2016 «onderlinge duels» 19:00 (UTC+10) | Nieuw-Zeeland  | 1 – 0 | Salomonseilanden | Sir John Guise Stadion, Port Moresby (Papoea-Nieuw-Guinea) Toeschouwers: 1.295 Scheidsrechter: Norbert Hauata |
| 4 juni 2016 «onderlinge duels» 19:00 (UTC+10) | Luke Adams 80' |       |                  | Sir John Guise Stadion, Port Moresby (Papoea-Nieuw-Guinea) Toeschouwers: 1.295 Scheidsrechter: Norbert Hauata |

## Knock-outfase
|  | halve finale          | halve finale          |  |               | finale                 | finale                 |
|  |                       |                       |  |               |                        |                        |
|  | 8 juni – Port Moresby |                       |  |               |                        |                        |
|  | P. Nieuw-Guinea       | 2                     |  |               |                        |                        |
|  | Salomonseilanden      | 1                     |  |               | 11 juni – Port Moresby | 11 juni – Port Moresby |
|  |                       |                       |  |               | P. Nieuw-Guinea        | 0 (2)                  |
|  | 8 juni – Port Moresby | 8 juni – Port Moresby |  | Nieuw-Zeeland | 0 (4)                  |                        |
|  | Nieuw-Zeeland         | 1                     |  |               |                        |                        |
|  | Nieuw-Caledonië       | 0                     |  |               |                        |                        |

### Halve finales
|                                               |                              |       |                  | |
| 8 juni 2016 «onderlinge duels» 16:10 (UTC+10) | Papoea-Nieuw-Guinea          | 2 – 1 | Salomonseilanden | Sir John Guise Stadion, Port Moresby (Papoea-Nieuw-Guinea) Toeschouwers: 1.379 Scheidsrechter: Matthew Conger |
| 8 juni 2016 «onderlinge duels» 16:10 (UTC+10) | M.Foster 38' N.Dabinyaba 82' |       | J.Molea 41'      | Sir John Guise Stadion, Port Moresby (Papoea-Nieuw-Guinea) Toeschouwers: 1.379 Scheidsrechter: Matthew Conger |

|                                               |               |       |                 | |
| 8 juni 2016 «onderlinge duels» 19:40 (UTC+10) | Nieuw-Zeeland | 1 – 0 | Nieuw-Caledonië | Sir John Guise Stadion, Port Moresby (Papoea-Nieuw-Guinea) Toeschouwers: 3.548 Scheidsrechter: Kader Zitouni |
| 8 juni 2016 «onderlinge duels» 19:40 (UTC+10) | C.Wood 49'    |       |                 | Sir John Guise Stadion, Port Moresby (Papoea-Nieuw-Guinea) Toeschouwers: 3.548 Scheidsrechter: Kader Zitouni |

### Finale
|                                                |                                      |              |                             |                                                                                           |
| 11 juni 2016 «onderlinge duels» 19:30 (UTC+10) | Nieuw-Zeeland                        | 0 – 0 (n.v.) | Papoea-Nieuw-Guinea         | Sir John Guise Stadion, Port Moresby (Papoea-Nieuw-Guinea) Scheidsrechter: Norbert Hauata |
| 11 juni 2016 «onderlinge duels» 19:30 (UTC+10) |                                      |              |                             | Sir John Guise Stadion, Port Moresby (Papoea-Nieuw-Guinea) Scheidsrechter: Norbert Hauata |
| 11 juni 2016 «onderlinge duels» 19:30 (UTC+10) | Strafschoppen                        |              |                             | Sir John Guise Stadion, Port Moresby (Papoea-Nieuw-Guinea) Scheidsrechter: Norbert Hauata |
| 11 juni 2016 «onderlinge duels» 19:30 (UTC+10) | Fallon McGlinchey Dyer Brockie Rojas | 4 – 2        | Upaiga Semmy Foster Gunemba | Sir John Guise Stadion, Port Moresby (Papoea-Nieuw-Guinea) Scheidsrechter: Norbert Hauata |

| 2016 OFC Nations Cup       |
| -------------------------- |
|                            |
| NIEUW-ZEELAND Vijfde titel |

## Doelpuntenmakers
5 doelpunten
- Raymond Gunemba

4 doelpunten
- Chris Wood
- Teaonui Tehau

3 doelpunten
- Roy Krishna
- Nigel Dabingyaba
- Michael Foster

2 doelpunten
- Roy Kayara
- Rory Fallon
- Alvin Tehau

1 doelpunt
- Samuela Kautoga
- Joerisse Cexome
- Jefferson Dahite
- Bertrand Kaï
- Kevin Nemia
- Jean-Philippe Saïko
- Jean-Brice Wadriako

- César Zeoula
- Luke Adams
- Kosta Barbarouses
- Michael McGlinchey
- Themistoklis Tzimopoulos
- Tommy Semmy
- Koriak Upaiga

- Jerry Donga
- Judd Molea
- Steevy Chong Hue
- Dominique Fred
- Brian Kaltack
- Fenedy Masauvakalo

1973 · 1980 · 1996 · 1998 · 2000 · 2002 · 2004 · 2008 · 2012 · 2016 · 2020 · 2024